# Frankie (film, 2019)
Pour les articles homonymes, voir Frankie.
Pour plus de détails, voir Fiche technique et Distribution.
Frankie est un film franco-portugais réalisé par Ira Sachs, sorti en 2019.
Il est présenté en compétition officielle au festival de Cannes 2019.

## Synopsis
Une célèbre actrice française gravement malade, dénommée Frankie, décide de passer ses vacances à Sintra au Portugal avec ses proches...

## Fiche technique
Sauf indication contraire, les informations mentionnées dans cette section peuvent être confirmées par la base de données cinématographiques Unifrance,  présente dans la section « Liens externes ».
- Titre français : Frankie
- Réalisation : Ira Sachs
- Scénario : Ira Sachs et Mauricio Zacharias
- Costumes : Silvia Grabowski
- Photographie : Rui Poças
- Montage : Sophie Reine
- Musique : Dickon Hinchliffe
- Production : Saïd Ben Saïd
- Sociétés de production : SBS Productions, O Som e a Fúria et Beluga Tree
- Distribution :  SBS Distribution (France)
- Pays d'origine :  France,  Portugal
- Langue de tournage : anglais
- Format : couleur — 35 mm
- Genre : drame
- Durée : 98 minutes
- Dates de sortie :
  - France : 20 mai 2019 (festival de Cannes 2019 - compétition officielle) ; 28 août 2019 (sortie nationale)
  - Portugal : 3 octobre 2019

## Distribution
- Isabelle Huppert : Frankie, l'actrice
- Brendan Gleeson : Jimmy, le deuxième mari de Frankie
- Vinette Robinson : Sylvia, fille de Jimmy et demi-sœur par alliance de Paul
- Ariyon Bakare : Ian, le mari de Sylvia
- Sennia Nanua : fille de Ian et Sylvia
- Jérémie Renier : Paul, le fils de Frankie
- Pascal Greggory : Michel, le premier mari de Frankie et père de Paul
- Carloto Cotta : Tiago, le guide portugais
- Marisa Tomei : Irene, la coiffeuse de cinéma américaine
- Greg Kinnear : Gary, le cadreur de cinéma américain

## Accueil

### critique
- En France, le film obtient une moyenne de 2,9⁄5, pour 27 titres de presse, sur le site Allociné[3].
- Pour le quotidien 20 Minutes, le principal atout de ce film c'est son actrice principale « Isabelle Huppert est toujours là où on ne l’attend pas. Dans Frankie d' Ira Sachs, présenté au dernier Festival de Cannes, elle est plus vibrante que jamais en star malade. »[4].
- Le quotidien Dernières Nouvelles d'Alsace salue la mise en scène singulière de Frankie « Incontestablement, la belle photographie de ce cadre idyllique donne à la fin de la hauteur à ce drame distant, dont le dispositif de mise en scène, soigné, montre autant son élégance que son artifice, avec un assemblage de conversations, à la manière d’un Rohmer. »[5].

## Distinction

### Sélection
- Festival de Cannes 2019 : sélection officielle, en compétition

### Revue de presse
- David Fontaine, « Frankie », Le Canard enchaîné, Paris, 28 août 2019, p. 6,  (ISSN 0008-5405)